# Riley Moore

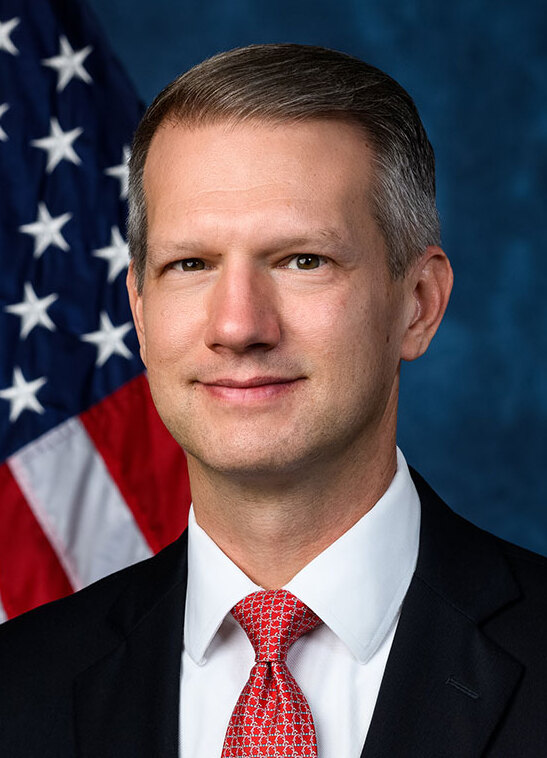
Riley Moore (2025)

Riley McGowan Moore (* 1. Juli 1980 in Morgantown, West Virginia) ist ein US-amerikanischer Politiker der Republikaner. Von 2016 bis 2018 war er Mitglied des Abgeordnetenhauses von West Virginia und ab 2020 State Treasurer West Virginias. Er wurde 2024 im 2. Kongresswahlbezirk West Virginias in das Repräsentantenhaus der Vereinigten Staaten gewählt. Moore trat sein Amt im 119. Kongress im Januar 2025 an.

## Leben
Riley Moore wurde als Enkel des Gouverneurs Arch A. Moore geboren. Die US-Senatorin Shelley Moore Capito ist seine Tante.
Moore erlernte zunächst am C.S. Monroe Technology Center in Leesburg (Virginia) zunächst den Beruf des Schweißers. Er studierte dann bis 2005 Government and International Politics an der George Mason University. Er erlangte 2011 einen Master-Abschluss in Strategic Studies an der National Defense University. Von 2006 bis 2013 war er für verschiedene demokratische Abgeordnete im United States House Committee on Foreign Affairs tätig. Bis 2017 arbeitete er anschließend für die Podesta Group, zuletzt als Vizepräsident. 2017 bis 2021 war er bei Textron als Director.
Er ist verheiratet und hat drei Kinder.

## Politik

### West Virginia
Riley Moore kandidierte 2016 im 67. Wahlkreis für das Abgeordnetenhaus von West Virginia. Er gewann die Wahl in dem den Norden des Jefferson County umfassenden Wahlbezirk mit nur knapp hundert Stimmen Vorsprung. Für die 2018 beginnende Legislaturperiode war Moore bereits als Mehrheitsführer in West Virginias Abgeordnetenhaus vorgesehen gewesen. Jedoch unterlag er 44,1 % zu 55,9 % dem Demokraten John Doyle in der Wahl 2018.
Unmittelbar nach seiner Wahlniederlage 2018 meldete er seine Kandidatur für die Wahl zum West Virginia State Treasurer 2020 an. Er forderte dabei den Demokraten John Perdue heraus, der das Amt seit 1996 innehatte. Riley Moore gewann mit 56,3 %.

### U.S. Repräsentantenhaus
Nachdem Alex Mooney sich entschlossen hatte, bei den Wahlen zum Repräsentantenhaus der Vereinigten Staaten 2024 nicht erneut anzutreten, um stattdessen für den US-Senat zu kandidieren, bewarb sich Moore um seine Nachfolge. Riley Moore konnte unter den fünf Kandidaten für die republikanische Nominierung die meisten Wahlspenden anwerben und als einziger auch Unterstützung von Organisationen von außerhalb erhalten. Er gewann die Vorwahl im Sommer dann auch mit 45,1 %. Im September sprach Donald Trump eine Wahlempfehlung für Moore aus. Die Hauptwahl im November gewann er mit 70,8 %. Seine Legislaturperiode im Repräsentantenhaus des 119. Kongresses läuft bis zum 3. Januar 2027.